# Ludovica Ciaschetti
Ludovica Ciaschetti (Atri, 15 ottobre 2002) è un'attrice italiana.

## Carriera
Si avvicina alla recitazione in età adolescenziale, iscrivendosi alla scuola di teatro S.M.O., dove studia dal 2017 al 2020. L'interesse per la recitazione nasce quasi per caso, grazie all’iniziativa di una compagna di classe che la incoraggia a frequentare un corso per vincere la timidezza. Il suo debutto avviene nel 2018 sul palcoscenico, interpretando diversi ruoli in opere dirette da Giampiero Mancini, tra cui Briganti, Glauco e Macbeth. Successivamente, approfondisce la formazione con il corso avanzato "Point Zero", guidato da Ivan Alovisio, Lucrezia Guidone e Josafat Vagni, per poi intraprendere gli studi presso l’Accademia Nazionale d’Arte Drammatica “Silvio d’Amico”.
Nel 2022 fa la sua prima apparizione su Netflix nella terza stagione della serie Summertime e partecipa a diversi progetti televisivi, tra cui Cabala di Giulia Gandini, il teen drama 5 minuti prima e la settima stagione di Un passo dal cielo. La notorietà arriva nel 2023, con il ruolo di Elisa Claps nella miniserie Rai Per Elisa - Il caso Claps. L’anno successivo entra nel cast dell’ottava stagione di Che Dio ci aiuti, dove veste i panni di Olly Ciaschetti, una giovane dal passato difficile che imparerà a riconciliarsi con la propria storia personale.

## Formazione artistica
- Scuola di recitazione S.M.O (percorso triennale) (2017-2020)
- Corso di alta formazione Point Zero diretto da Ivan Alovisio, Lucrezia Guidone e Josafat Vagni (2020-2021)
- Accademia Nazionale D’Arte Drammatica Silvio d’Amico (2021-in corso)

## Filmografia

### Televisione
- La Storia di Francesca Archibugi(2022)
- Un passo dal cielo – regia di Enrico Ianniello (2022)
- 5 minuti prima – regia di Duccio Chiarini (2022)
- Cabala – regia di Giulia Gandini (2022)
- Summertime – regia di Francesco Lagi, Marta Savina, Alessandro Tonda  Netflix (2022)
- Per Elisa - Il caso claps – regia di M. Pontecorvo (2023)
- Che Dio ci aiuti – regia di Francesco Vicario (protagonista) (2025)

### Teatro
- Macbeth – regia di G. Mancini (2018)
- Briganti – regia di G. Mancini (2018)
- Glauco – regia di G. Mancini (2019)
- Noi non eroi – regia di G. Mancini (2019)